# Маяцкие казаки
Маяцкие казаки — наименование казацкого населения городка Маяк и близлежащих хуторков (совр. село Маяки, Донецкая область, Украина). Казаки, часто называемые в тот период «черкасами», начали селиться здесь с XVI—XVII веков. В состав этно-социальной группы маяцких казаков входили донские и слободские казаки, а также, в меньшей степени, запорожцы и, вероятно, другие этногруппы украинцев (малороссов) и русских (великороссов). В 1721 году маякцы были подчинены Военной Коллегии; во 2-й половине XVIII века казачество было упразднено, а казаки переведены в сословие однодворцев.

## Возникновение казачьей общины
В XVI—XVII веках, когда Русское государство начинает колонизировать территорию так называемого «Дикого Поля», на южных границах экспансии русских образовалась своеобразная русско-украинская область — Слобожанщина. На границе Слобожанщины и территории Войска Донского людей издревле привлекали соляные озёра. Здесь, при поселении-крепости Маяк и окрестностях, сформировалась община казаков, которых стали именовать «маяцкими». Также в этом районе, вокруг различных укреплений, возникали прочие казачьи общины, казаков которых именовали по своим поселениям: бахмутские, торские и чугуевские.

## В армии Императорской России
3 марта 1721 года маяцкие казаки, совместно с бахмутскими и торскими, были подчинены ведению Военной Коллегии (1 п.с.з. VI. 3750). 27 октября 1748 года из бахмутских, маяцких и торских казаков сформирован Бахмутский конный казачий полк (1 п.с.з. XII. 9545). 11 июня 1764 года этот полк был преобразован в регулярный Луганский пикинёрный полк (1 п.с.з. XVI. 12179), а казаки его составлявшие, переведены в сословие однодворцев. Преемником, в состав которого вошёл Луганский пикинёрный полк, стал Мариупольский 4-й гусарский полк.